# Husmoder

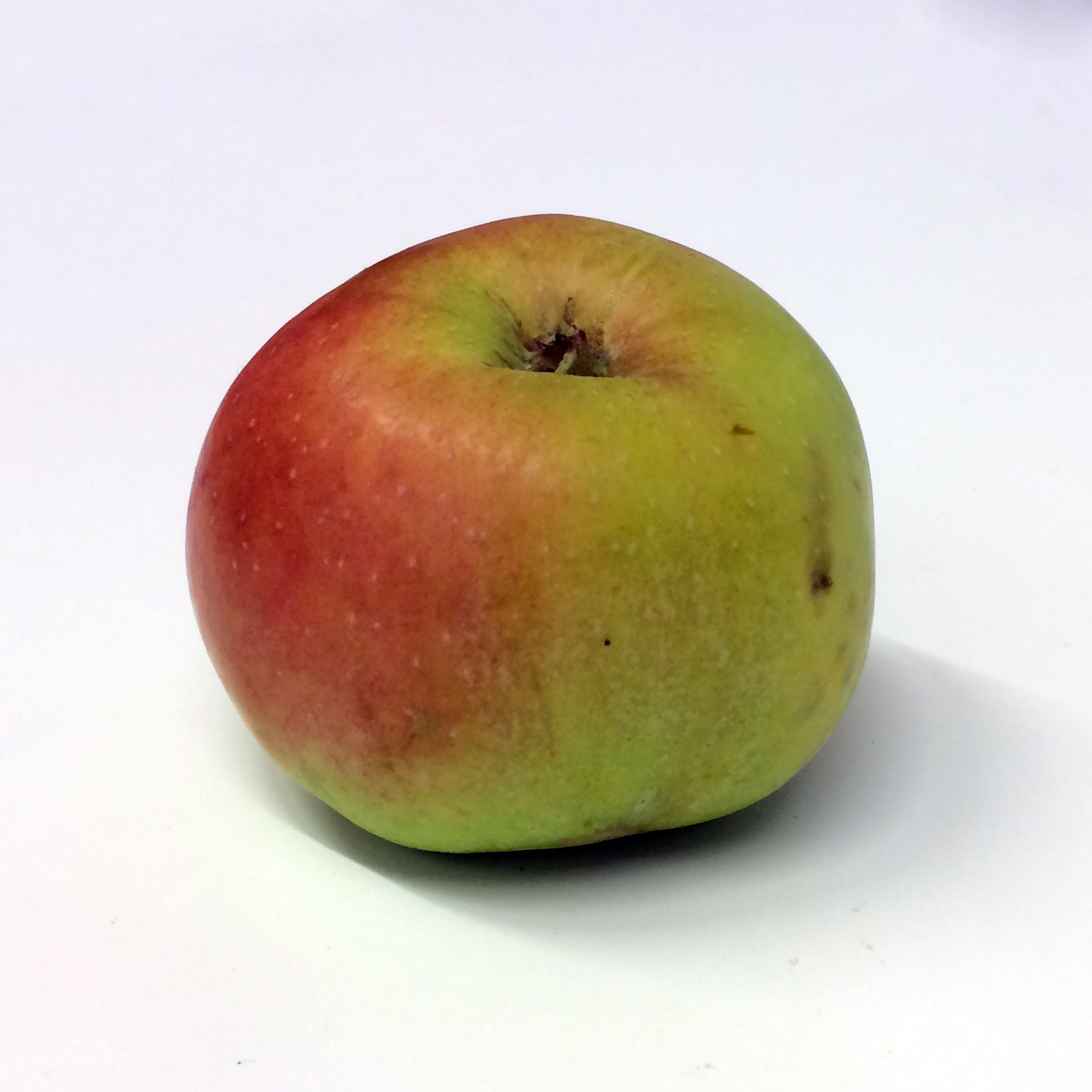
Ett äpple av sorten Husmoder, fotograferat i samband med Nordiska museets äppelfestival i september 2014.

Denna artikel handlar om äppelsorten; för yrkestiteln se husmor.
Husmoder är en äppelsort vars ursprung sannolikt är Galizien (Ukraina) och inte  Tyskland eller Frankrike som det ibland förekommer uppgifter om. Sorten förväxlas ibland med äpplesorten Gloria Mundi som sannolikt kommer från USA. Köttet på detta äpple är vitt, och smaken är mer syrlig än söt. Husmoder är triploid.
Husmoder har blivit populär på grund av sortens stora bördighet, i klass med Cox Pomona.[källa behövs]
Äpplen av sorten Husmoder plockas under den första halvan av oktober och håller sig åtminstone fram till februari, eventuellt längre. Blomningen är medeltidig; äpplet pollineras av bland andra Ecklinville, Filippa, Maglemer, Oberländer, Oranie, Rinstad, Stenbock och Transparente de Croncels. 
I Sverige odlas Husmoder gynnsammast i zon I–II.
Ramlösa plantskola började sälja sorten i Sverige år 1896.